# Carl Günther von Schwarzburg-Rudolstadt (Polizeidirektor)
Prinz Carl Günther von Schwarzburg-Rudolstadt, auch Karl Günther von Schwarzburg-Rudolstadt (* 23. August 1771 auf Schloss Heidecksburg in Rudolstadt; † 4. oder 5. Februar 1825 ebenda), war ein deutscher Polizeidirektor.

## Leben

### Familie
Carl Günther von Schwarzburg-Rudolstadt war der zweite Sohn des damaligen Erbprinzen und später das Fürstentum Schwarzburg-Rudolstadt regierenden Fürsten Friedrich Karl und dessen Ehefrau Friederike Sophie Auguste (1745–1778), der Tochter des Fürsten Johann Friedrich von Schwarzburg-Rudolstadt; er hatte noch vier Schwestern und sein älterer Bruder war Ludwig Friedrich II.
Während der Hochzeit seines älteren Bruders lernte er 1791 seine spätere Ehefrau Luise Ulrike von Hessen-Homburg, Tochter von Friedrich V. von Hessen-Homburg und dessen Ehefrau Karoline von Hessen-Darmstadt, kennen, die er am 19. Juni 1793 in Homburg heiratete; gemeinsam hatten sie sechs Kinder:
- Friedrich (*/† 1798);
- Ludwig Heinrich Theodor (*/† 1800);
- Franz Friedrich Karl Adolf, kaiserlicher Feldmarschallleutnant in österreichischen Diensten, (1801–1875) ⚭ 1847 Prinzessin Mathilde von Schönburg-Waldenburg (1826–1914); ihr gemeinsamer Sohn war der spätere Fürst Günther Victor;

- Karoline Auguste Luise Amalie (1804–1829) ⚭ 1825 Prinz Georg von Anhalt-Dessau (1796–1865);

- Wilhelm Friedrich (1806–1849); wurde beim Dresdner Maiaufstand getötet[4];
- Karoline Irene Marie (1809–1833) ⚭ 1827 Fürst Günther Friedrich Carl II. von Schwarzburg-Sondershausen (1801–1889).

Zusammen mit ihren Schwestern Karoline und Marianne trug seine Ehefrau dazu bei, dass Hessen-Homburg auf dem Wiener Kongress als souveräner Staat etabliert wurde.

### Werdegang
Carl Günther von Schwarzburg-Rudolstadt wurde am Unterricht seines vier Jahre älteren Bruders durch Hauslehrer, unter anderem durch den späteren Könitzer Superintendenten Karl Heinrich Biel († 1818), beteiligt. Die Brüder wurden in Religion, Latein, Französisch, Geschichte und Heimatkunde, Geographie, Mathematik, Musik, Zeichnen, Logik, Psychologie und Naturrecht sowie Justinians Institutionen unterrichtet. Zum Abschluss ihrer Ausbildung unternahmen sie im Mai 1789 in Begleitung von Hofrat Friedrich Wilhelm Ludwig von Beulwitz und dem späten Kanzler Carl Gerd von Ketelhodt eine Reise nach Süddeutschland, die Schweiz und einem Teil von Frankreich.
In Erlangen besuchten sie unter anderem die Professoren Georg Friedrich Seiler, Johann Heinrich Abicht und Johann Georg Meusel und hörten in Stuttgart an der Hohen Karlsschule Vorlesungen bei Johann Gottlieb Schott sowie Johann August von Reuss (1751–1820), der Staatsrecht unterrichtete; in Zürich lernten sie Johann Caspar Lavater und Hans Heinrich Füssli und in Lausanne den Dichter Friedrich von Matthisson kennen. 
Während sie sich in Genf länger aufhielten, machten sie unter anderem die Bekanntschaft mit den späteren Herzögen August von Sachsen-Gotha-Altenburg und Friedrich IV. von Sachsen-Gotha-Altenburg, dazu besuchten sie einige Vorlesungen des Professors Marc-Auguste Pictet über Physik sowie Chemie und besuchten die Bibliothek von Genf. Im März 1790 traten sie die Heimreise über Heidelberg, Frankfurt am Main, Kassel, Hannover, Hamburg, Lübeck, Schwerin, Berlin und Dresden an; sie trafen im Juli 1790 wieder in Rudolstadt ein.
Während dieser Reise machten sie unter anderem in Göttingen die Bekanntschaft mit Christian Gottlob Heyne, Johann Friedrich Blumenbach, Gottfried Less, Abraham Gotthelf Kästner, August Ludwig von Schlözer und Johann Nikolaus Möckert, den englischen Prinzen Ernst August sowie dessen Bruder Adolphus Frederick und in Hamburg besuchten sie den Dichter Friedrich Gottlieb Klopstock. 
Sein Bruder Ludwig Friedrich II. hatte am 13. April 1793 als Fürst die Regentschaft übernommen und unternahm vom 5. März 1794 bis 4. Mai 1794 eine Reise nach Holland, auf der er seinen Bruder begleitete. 
Zur Überwachung der öffentlichen Ordnung und des Gesundheitswesens in der Stadt Rudolstadt entstand am 25. April 1798 das Polizeikollegium; hierzu ernannte ihn sein Bruder zum Direktor über das Kollegium, unter dessen Leitung und Aufsicht auch die Armen- und Waisenanstalten sowie das Irren- und Krankenhaus standen; um diese Anstalten zu verbessern unternahm Carl Günther von Schwarzburg-Rudolstadt eine Reise nach München, um die dortigen Armenanstalten zu besichtigen und nach dieser Reise wurde in Rudolstadt ein Arbeitshaus errichtet. Sehr häufig besuchte er das Waisen-, Irren- und das Krankenhaus, um sich über den Zustand der Patienten zu informieren. 
Er richtete auch eine Feuerlöscheinrichtung ein und schrieb hierzu eine Feuerordnung für Rudolstadt, in der er jedem Einwohner der Stadt einen Aufgabenbereich zuwies und halbjährlich Übungen abhielt. 
Am 24. Februar 1803 begleitete er, gemeinsam mit seiner Ehefrau, erneut seinen Bruder bei einer Reise nach Italien über Augsburg, Innsbruck, Trient, Parma, Florenz und Perugia. Kurz vor Ostern erreichten sie Rom. Von dort aus bereisten sie am 12. April 1803 Unteritalien bis Neapel, erstiegen den Krater des Vesuvs und besuchten Pompeji. Am 17. Mai trafen sie wieder in Rom ein, reisten darauf nach Ancona und besuchten am 27. Mai Venedig. Die Rückreise erfolgte dann über Padua, Klagenfurt, Wien nach Regensburg und am 25. Juni 1803 trafen sie wieder in Rudolstadt ein. 
Nach dem Tod seines Bruders 1807 wurde er, gemeinsam mit seiner Schwägerin, Mitvormund des noch minderjährigen Erbprinzen Friedrich Günther. 
1808 nahm er am Erfurter Fürstenkongress teil. Während seiner Zeit als Mitvormund war sein Interesse auf die Verbesserung des Forstwesens des Fürstentums gerichtet, bis 1814 Fürst Friedrich Günther seine Volljährigkeit erreicht hatte. Carl Günther von Schwarzburg-Rudolstadt kehrte darauf wieder in seine Aufgabe als Direktor des Polizeikollegiums zurück. 
Er beschäftigte sich auch mit der Verbesserung des Schulwesens und schrieb bei dieser Gelegenheit: 

„Es dürfte jetzt wohl die höchste Zeit seyn, daß auch bei uns eine bedeutende Reform im Schulwesen gemacht wurde. Die höchste Zeit wenn es nicht vielleicht schon gar zu spät wäre. Auch bäte ich dann nochmals, sich der Mädchenschulen zu erinnern, welche mir von noch größerer Wichtigkeit zu seyn scheinen, als die Jungenschulen. Für jeßt weiß ich keine andern Vorschläge, als 
1) den sattsam bekannten, daß nämlich die Geistlichen den Schullehrerdienst mit übernehmen, denn 70 Predigten von 365 Tagen abgezogen bleiben ihnen 295 im Jahre übrig, wo sie, wenn sie nicht wollen, nichts zu thun brauchen. 
2) Auch ein anderer geschehener Vorschlag, nämlich alle Kirchenfonds in eine Masse zu bringen und Kirchen und Schulen vom ganzen Lande dann damit zu erhalten, scheint mir ausführbar.
Aber dann ist noch nicht geholfen, wenn mehr Geld, mehr Besoldung, da ist, es müssen auch da Männer seyn, welche nicht das Amt zum Manne macht. Wenn zum Beispiel ein Schulmeister seinem Fürsten selbst versichert, nach dem neuen Catechismus könne er nicht Lehren, er verstehe ihn auch nicht, so sollte ein solcher angehalten werden, ferner fleißig in die Schule zu kommen, aber nicht als Lehrer.“

Bei Carl Günther von Schwarzburg-Rudolstadts Tod infolge Brustwassersucht würdigte man, dass er „sich besonders um das Armen- und Polizeiwesen von Rudolstadt große Verdienste erworben“ hatte.

## Ehrungen und Auszeichnungen
- Carl Günther von Schwarzburg-Rudolstadt war Ritter des Souveränen Malteserordens.
- Er wurde auch mit dem bayerischen St. Hubertusorden ausgezeichnet.